# Diego Contento
Diego Armando Valentin Contento (Múnich, Alemania, 1 de mayo de 1990) es un exfutbolista alemán que jugaba de defensa. 
Juega para Ultimate Mostoles de la Kings League como jugador 12

## Biografía
Nació en Alemania de padres italianos procedentes de la Ciudad metropolitana de Nápoles; por eso posee doble nacionalidad: italiana y alemana. Su nombre le fue puesto en homenaje a Diego Armando Maradona, siendo el padre un gran hincha del Napoli, que se había consagrado campeón de la Serie A dos días antes de su nacimiento. Sus hermanos mayores Vincenzo y Domenico también militaron en las categorías inferiores del Bayern de Múnich.

## Trayectoria
Crecido en la cantera del Bayern de Múnich, el 16 de diciembre de 2008 Contento debutó con el equipo filial del club en la 3. Liga, marcando un gol contra el Kickers Emden. Durante la temporada totalizó 11 presencias y 2 goles. Fue utilizado con regularidad también en la temporada siguiente.
El 10 de febrero de 2010 se produjo su debut en el primer equipo, reemplazando a Christian Lell en los cuartos de final de Copa de Alemania ante el Greuther Fürth; siete días después reemplazó a Daniel Van Buyten en el partido de ida de los octavos de final de la Liga de Campeones contra la ACF Fiorentina; por fin, el 20 de febrero debutó en la Bundesliga como titular ante el F. C. Núremberg. En la Champions 2009-10, jugó como titular la semifinal de ida contra el Olympique de Lyon y, en la Liga de Campeones 2011-12, la final perdida ante el Chelsea F. C. en el Allianz Arena.
El 6 de abril de 2013 ganó su segunda Bundesliga con seis fechas de antelación, y el 25 de mayo su primera Liga de Campeones, con la victoria por 2 a 1 en la final contra el Borussia Dortmund. El 1 de junio se consagró campeón también en la Copa de Alemania (la segunda en su carrera), consiguiendo el triplete con el Bayern.
El 25 de marzo de 2014 ganó su tercera Bundesliga (la vigésimo cuarta en la historia del conjunto bávaro), con siete fechas de antelación.
Tras cuatro años en Francia, regresó al fútbol alemán en la temporada 2018-19 para jugar con el Fortuna Düsseldorf. Una vez finalizó su contrato, el 1 de julio de 2020, fichó por el SV Sandhausen. Allí estuvo un año y ya no volvió a jugar en ningún equipo hasta anunciar su retirada en marzo de 2023.

## Selección nacional
Jugó dos partidos con la selección de fútbol sub-20 de Alemania.

## Clubes
| Club                       | País     | Año       |
| -------------------------- | -------- | --------- |
| Bayern de Múnich           | Alemania | 2010-2014 |
| F. C. Girondins de Burdeos | Francia  | 2014-2018 |
| Fortuna Düsseldorf         | Alemania | 2018-2020 |
| SV Sandhausen              | Alemania | 2020-2021 |

## Palmarés

### Campeonatos nacionales
| Título                | Club             | País     | Año  |
| --------------------- | ---------------- | -------- | ---- |
| 1. Bundesliga         | Bayern de Múnich | Alemania | 2010 |
| Copa de Alemania      | Bayern de Múnich | Alemania | 2010 |
| Supercopa de Alemania | Bayern de Múnich | Alemania | 2010 |
| Supercopa de Alemania | Bayern de Múnich | Alemania | 2012 |
| 1. Bundesliga         | Bayern de Múnich | Alemania | 2013 |
| Copa de Alemania      | Bayern de Múnich | Alemania | 2013 |
| 1. Bundesliga         | Bayern de Múnich | Alemania | 2014 |
| Copa de Alemania      | Bayern de Múnich | Alemania | 2014 |

### Campeonatos internacionales
| Título                       | Equipo           | Sede      | Año  |
| ---------------------------- | ---------------- | --------- | ---- |
| Liga de Campeones de la UEFA | Bayern de Múnich | Londres   | 2013 |
| Supercopa de Europa          | Bayern de Múnich | Praga     | 2013 |
| Copa Mundial de Clubes       | Bayern de Múnich | Marruecos | 2013 |